# Jan Baptist van Helmont
Jan Baptist van Helmont, flamski kemik, fiziolog in zdravnik, * 12. januar 1577, † 30. december 1644.
Velja za očeta pnevmatske kemije.